# Josep Porter i Rovira
Josep Porter i Rovira (Montblanc, Conca de Barberà, 21 de gener de 1901 - Barcelona, 30 de juny de 1999) fou un empresari, llibreter, bibliògraf, bibliòfil i escriptor català.

## Biografia
De formació autodidacta, va fundar la Llibreria Porter a Sants (Barcelona) el 1925, i hi publicà el primer dels seus catàlegs de llibres, que la internacionalitzaren. El 1927 publicà El Bibliòfil català (15 números) i el 1934 El Bibliófilo Español y Americano (16 números). El 1930 creà l'Institut Porter de Bibliografia Hispànica, annex a la llibreria. El 1936 inicià la secció de llibres nous i la seva activitat d'editor amb la revista Papyrus, estroncada per la guerra civil espanyola. Després de la guerra va reprendre la seva tasca. La llibreria s'instal·là al palau Solterra-Barberà, on a partir del 1946 Porter seria ajudat pels seus fills, Rafel Porter i Moix (DEP), Maria Porter i Moix, Miquel Porter i Moix, Rosa Porter i Moix i Josep Porter i Moix. La llibreria tancà definitivament les seves portes el 1981.
Tant ell com la seva filla, foren socis de l'Associació de Bibliòfils de Barcelona. Josep, es donà d'alta el juny de 1944, ocupant el número sis, essent així un dels membres fundadors. Josep Porter passà a ser soci d'honor el 28 de maig de 1988. Maria, s'hi incorporaria l'11 de juny de 1987.
L'any 1927 va assistir a la conferència de Luis Ulloa a l'Ateneu de Barcelona, fet que el va portar a defensar la catalanitat de Cristòfor Colom i recopilar nombrosos llibres i documents del tema.
A Els llibres (dos volums, 1973) aplegà part de les seves conferències i treballs, on hi ha les investigacions, també inèdites, sobre els orígens catalans de Cristòfor Colom. El 1983 va rebre la Creu de Sant Jordi de la Generalitat de Catalunya. Morí a Barcelona i fou sebollit al cementiri d'Altafulla.

## Fons Porter
En tancar la llibreria Porter, una gran part dels seus fons i col·leccions bibliogràfiques van ser adquirits pel Servei de Patrimoni bibliogràfic de la Generalitat de Catalunya, i varen ser repartits entre diferents institucions, majoritàriament la biblioteca especialitzada Bergnes de las Casas i la Biblioteca de Catalunya. El febrer de 2024 la biblioteca colombina de Josep Porter i Rovira ingressà a la Biblioteca del Museu Marítim de Barcelona, situat a les Drassanes Reials de Barcelona.

## Publicacions
- 50 llibres catalans moderns de luxe = 50 libros españoles modernos de lujo = 50 livres français modermes de luxe = 50 bibliographical rarites, Barcelona: La Neotipia, 1934
- Els llibres, Barcelona. Porter, 1973
- Mil anys de llibres a Catalunya: Porter llibres, 1923/1973: 50 anys al servei del llibre i de la cultura, Barcelona, 1973